# 皮爾戈斯峰

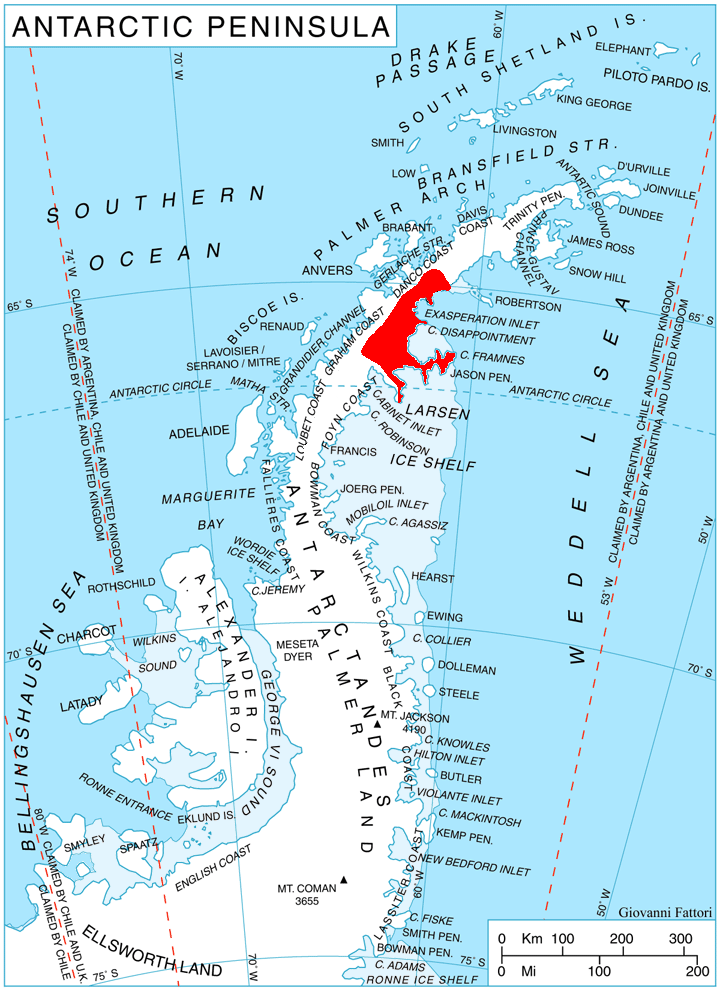

皮爾戈斯峰（英語：Pirgos Peak）是南極洲的山峰，位於葛拉漢地東部的奧斯卡二世海岸，屬於奧斯塔嶺的一部分，海拔高度850米，以保加利亞東南部鄉鎮命名，現時由南極條約體系管理。